# Liběvice
Liběvice jsou zaniklá vesnice s tvrzištěm, která stávala jihozápadně od Horních Kozolup v okrese Tachov v Plzeňském kraji. Existenci vsi je doložena v první polovině dvanáctého století, kdy bývala v držení kladrubského kláštera. Před polovinou třináctého století se stala šlechtickým majetkem a zanikla po husitských válkách. Později vesnici nahradil hospodářský dvůr, na jehož místě byla postavena novodobá hájovna.

## Název
Název vesnice byl odvozen ze slova Ľubějovici, tj. lidé Ľubějovi. V historických pramenech se jméno vsi objevuje ve tvarech: Lubewice (1186), Libewich (okolo roku 1235), Lubeuici (okolo roku 1239), Lybowicz (1379), Lybyeyowicz (1406), „w Libiwiczych“ (1543) a Liběvice nebo německy Libitzen (1848).

## Historie
Krajina v okolí vesnice byla součástí drobné raně středověké sídelní enklávy. Jediným známým pozůstatkem vsi je tvrziště objevené v roce 2016. Vesnice existovala už ve dvanáctém století. První písemná zmínka z roku 1183 bývá považována za falzum kladrubského kláštera. Listina, která uvádí desátkovou imunitu všech klášterních újezdů a vsí, s výjimkou krašovského újezdu a vsi Lebevnice, je však nejspíše věcně správná. Z rozboru pramenů vyplývá, že klášter vesnici získal mezi lety 1148–1183.
Liběvice klášteru patřily ještě v letech 1234–1235, ale opat Reinher je ještě před lety 1246–1248 vyměnil spolu s Líněmi za část Touškova a Myslinky. Vesnice se stala majetkem Zdeslava z Malesic, který byl synem jakéhosi klášterního bojovníka Ratmíra. Roku 1379 Liběvice spolu se Slavicemi a Cebiví patřily jakémusi Hrdiborovi. Jan Drzdéř z Hrádku si je  roce 1543 nechal s Cebiví zapsat do obnovených zemských desek, přičemž Liběvice byly uvedeny jako pustá ves.
Liběvické pozemky byly rozděleny mezi Horní Kozolupy a Černošín a samotnou vesnici nahradil hospodářský dvůr, který existoval ještě na začátku devatenáctého století. V první polovině dvacátého století byla postavena hájovna, jejíž jméno připomíná existenci původní vsi.

## Tvrziště
Tvrziště se nachází 150 metrů východně od liběvické hájovny, od níž je odděluje Luční potok a zaniklý rybník. V terénu se projevuje jako nepatrný okrouhlý val s průměrem asi 35 metrů, který obepíná torzo středového pahorku s průměrem asi deset metrů. Tvrziště je narušeno mezními pásy mladší mladší plužiny. Místo je porostlé mladou doubravou, ale v devatenáctém století na místě bývalo pole a pozemek byl nezalesněný ještě v polovině dvacátého století. Magnetometrickým měřením byla doložena existence příkopu a zástavby na ploše centrálního pahorku.